# بریلیم برمید
بریلیم برمید (به انگلیسی: Beryllium bromide) با فرمول شیمیایی بریلیمبرم یک ترکیب شیمیایی با شناسه پاب‌کم ۸۲۲۳۰ است. که جرم مولی آن ۱۶۸٫۸۲۰ g/mol می‌باشد. شکل ظاهری این ترکیب، بلورهای سفید است.